# 西奧勒岡大學
西奧勒岡大學是美國奧勒岡州的一所公立大學，1856年設立。學生約6千人。舊名西奧勒岡州立大學。

## 外部連結
- 西奧勒岡大學 （页面存档备份，存于）